# 中国四大一覧
中国四大一覧（ちゅうごくしだいいちらん）は、中国で広く知られている4つの物の一覧である。

## 建造物・庭園
四大名園
拙政園（江蘇省蘇州）・頤和園（北京）・避暑山荘（河北省承徳市）・留園（江蘇省蘇州）
四大梅園
磨山梅園（湖北省武漢東湖）・梅花山梅園（江蘇省南京中山陵）・澱山湖大觀園梅園（上海）・滸山梅園（江蘇省無錫）

## 宗教
四大仏教名山
五台山（山西省）・峨眉山（四川省）・普陀山（浙江省）・九華山（安徽省）
四大天王
持国天・増長天・広目天・多聞天

## 飲食物
四大菜系
魯菜・川菜・滬菜・粤菜

## 人物
中国古代四大美女
西施・楊貴妃・貂蝉・王昭君
四大家族
宋家・孔家・陳家・蔣家
戦国四公子
斉の孟嘗君・趙の平原君・魏の信陵君・楚の春申君
晩清四大名臣
張之洞・曽国藩・李鴻章・左宗棠
甲骨四堂
羅雪堂・王観堂・郭鼎堂・董彦堂
初唐の四大家
欧陽詢・虞世南・褚遂良・薛稷
唐の四大家
欧陽詢・虞世南・褚遂良・顔真卿
楷書の四大家
欧陽詢・顔真卿・柳公権・趙孟頫
宋の四大家
蘇軾・黄庭堅・米芾・蔡襄
呉中の四才子
文徴明・祝允明・唐寅・徐禎卿

## 文化
四大名著
『三国志演義』・『水滸伝』・『西遊記』・『紅楼夢』
四大古代書院
白鹿洞書院（江西廬山）・応天府書院（河南商丘）・嵩陽書院（河南太室山）・岳麓書院（湖南岳麓山）
四大民間伝説
梁山伯と祝英台・柳毅伝書・白蛇伝 （許仙と白娘子）・天仙配 （董永と七仙女）
京劇四大名旦
梅蘭芳・尚小雲・程硯秋・荀慧生

## 工業・工芸
四大発明
製紙・羅針盤・火薬・活字
四大名繍
蘇繍（江蘇省）・湘繍（湖南省）・粤繍（広東省）・蜀繍（四川省）
四大名硯
端渓硯（広東省端渓）・歙州硯（安徽省黄山市）・洮河緑石硯（甘粛省南部）・澄泥硯（河南省洛陽）

## その他
四大商業銀行
中国工商銀行・中国建設銀行・中国銀行・中国農業銀行
四大保険会社
中国人民財産保険・中国人寿保険・中国平安保険・中国太平洋保険